# Kristin Thelander
Kristin Pedersen Thelander (* 1954) ist eine US-amerikanische Hornistin und Musikpädagogin.
Thelander studierte Horn am St. Olaf College (Bachelor) und Musikwissenschaft an der University of Minnesota und erwarb den Doktorgrad (D.M.A.) an der University of Wisconsin–Madison. 1981 gewann sie den Ersten Preis bei der American Horn Competition. Sie trat in den USA, Brasilien und Mexiko, in China, Südkorea und in Europa auf und wirkte an nationalen und internationalen Horn-Workshops mit. Sie war Mitglied des Beirates (ab 1987), Sekretärin und Schatzmeisterin (ab 1990) und Vizepräsidentin der International Horn Society.
Sie unterrichtete an der University of New Mexico, wo sie als Mitglied des New Mexico Brass Quintet eine CD aufnahm und im Santa Fe Symphony Orchestra spielte. Von 1989 bis 2000 war sie Professorin für Horn, von 2000 bis 2009 Direktorin der School of Music an der University of Iowa. Seit 2009 ist sie für die Planung neuer Gebäude für die Musikschule bis 2016 verantwortlich. Sie ist Mitglied des La Crosse Symphony Orchestra und des Bon Vivant Horn Quartet und spielte Aufnahmen u. a. bei Crystal Records, CRI, Vienna Modern Masters, Centaur und Capstone Records ein.